# Townsend Saunders
Townsend Saunders (White Sands, 20 aprile 1967) è un ex lottatore statunitense, specializzato nella lotta libera.

## Palmarès

### Olimpiadi
- 1 medaglia:
  - 1 argento (Atlanta 1996 nei -68 kg)

### Giochi panamericani
- 2 medaglie:
  - 2 ori (L'Avana 1991 nei -68 kg; Mar del Plata 1995 nei -68 kg)